# Denis Blondin
Pour les articles homonymes, voir Blondin.
Denis Blondin (1947 - ) est un chercheur et écrivain québécois.

## Biographie
Anciennement professeur d'anthropologie au Cégep Garneau de 1975 à 2006 , Denis Blondin est titulaire d'une maîtrise en anthropologie de l'Université Laval. Des subventions du Fonds FCAR lui ont permis de faire diverses recherches sur le racisme et sur le secteur des pêches au Costa Rica.

## Œuvres
- La mort de l'argent : essai d'anthropologie naïve (2003)  (ISBN 2890241556)
- Les deux espèces humaines : autopsie du racisme ordinaire (1995)  (ISBN 2738434002)
- Pescadores artesanales en un medio urbano : Chacarita (1992)
- L'apprentissage du racisme dans les manuels scolaires (1990)  (ISBN 2890222039)
- Les fondements cognitifs du racisme transmis dans les manuels scolaires du Québec, (1989)
- Les gens de la terre et les gens de la mer : histoire économique de la Basse-Côte-Nord (1982)
- Groupes domestiques, adoption et parrainage sur la Moyenne-Côte-Nord du Saint-Laurent (1975, thèse de maîtrise)
- La structure occupationnelle de la Moyenne-Côte-Nord (1973)
- Kégaska : étude communautaire (1970)